# طاووس کنگویی
طاووس کنگویی (نام علمی: Afropavo congensis) نام یک گونه از زیرخانواده قرقاولیان است.

## نگارخانه

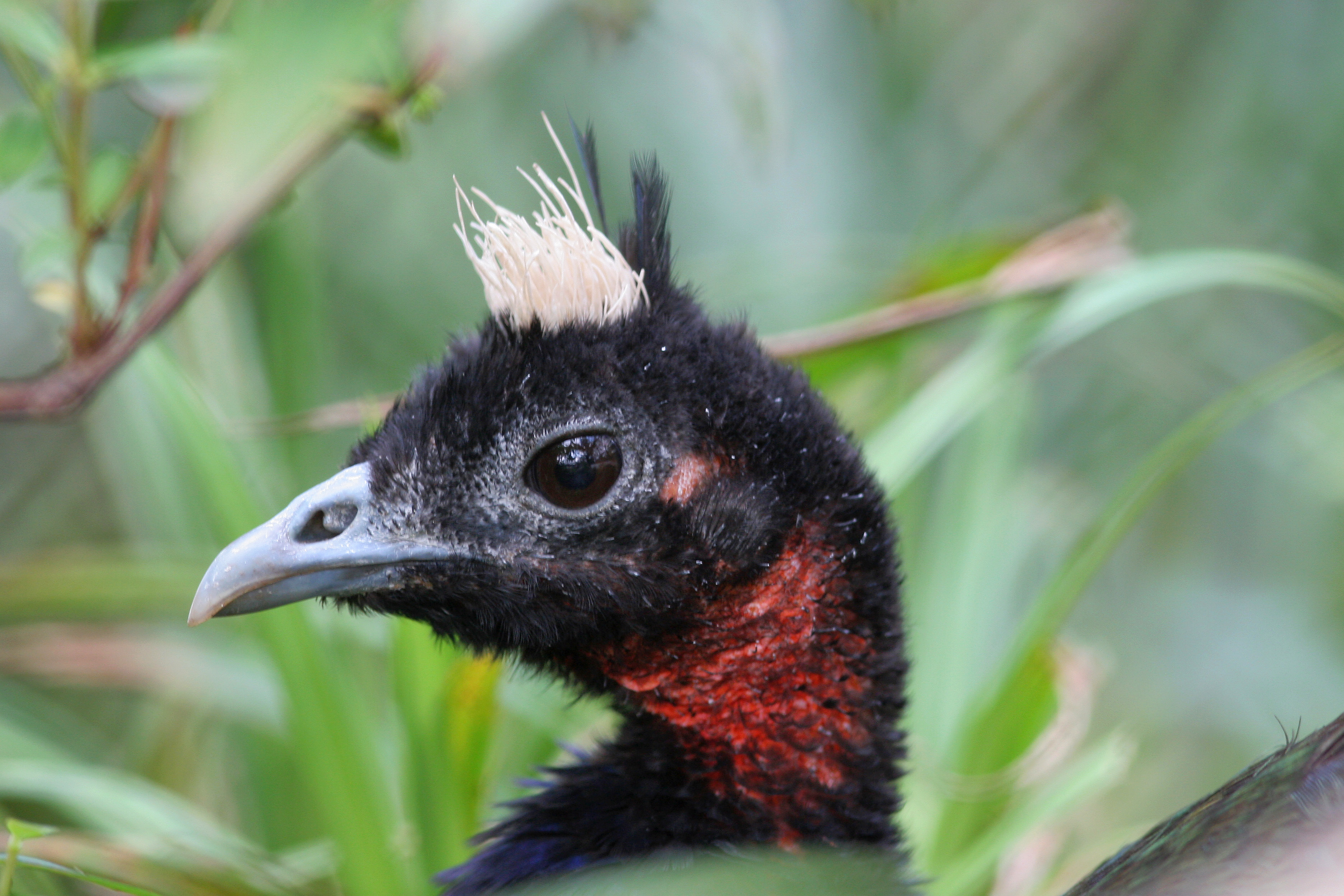
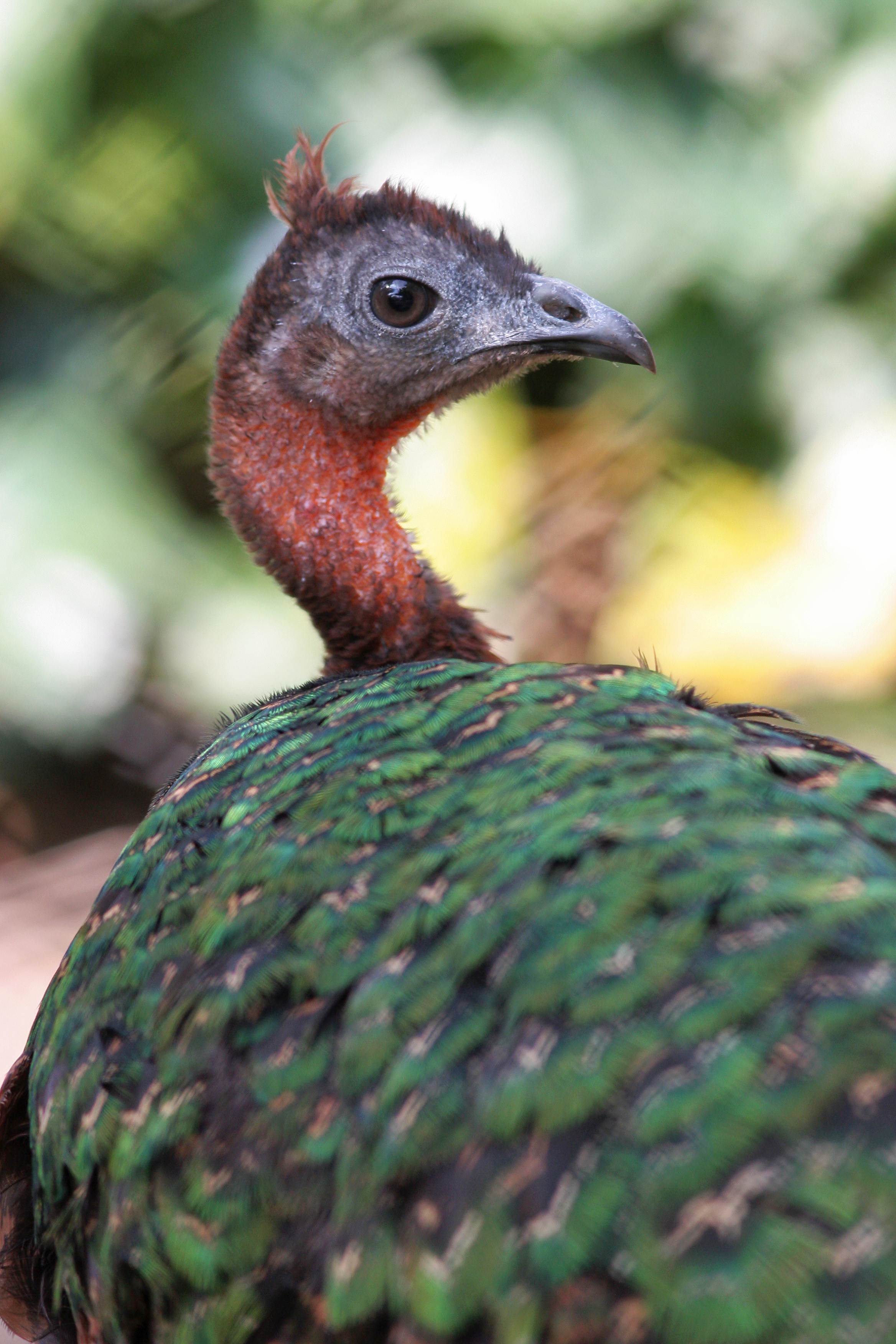
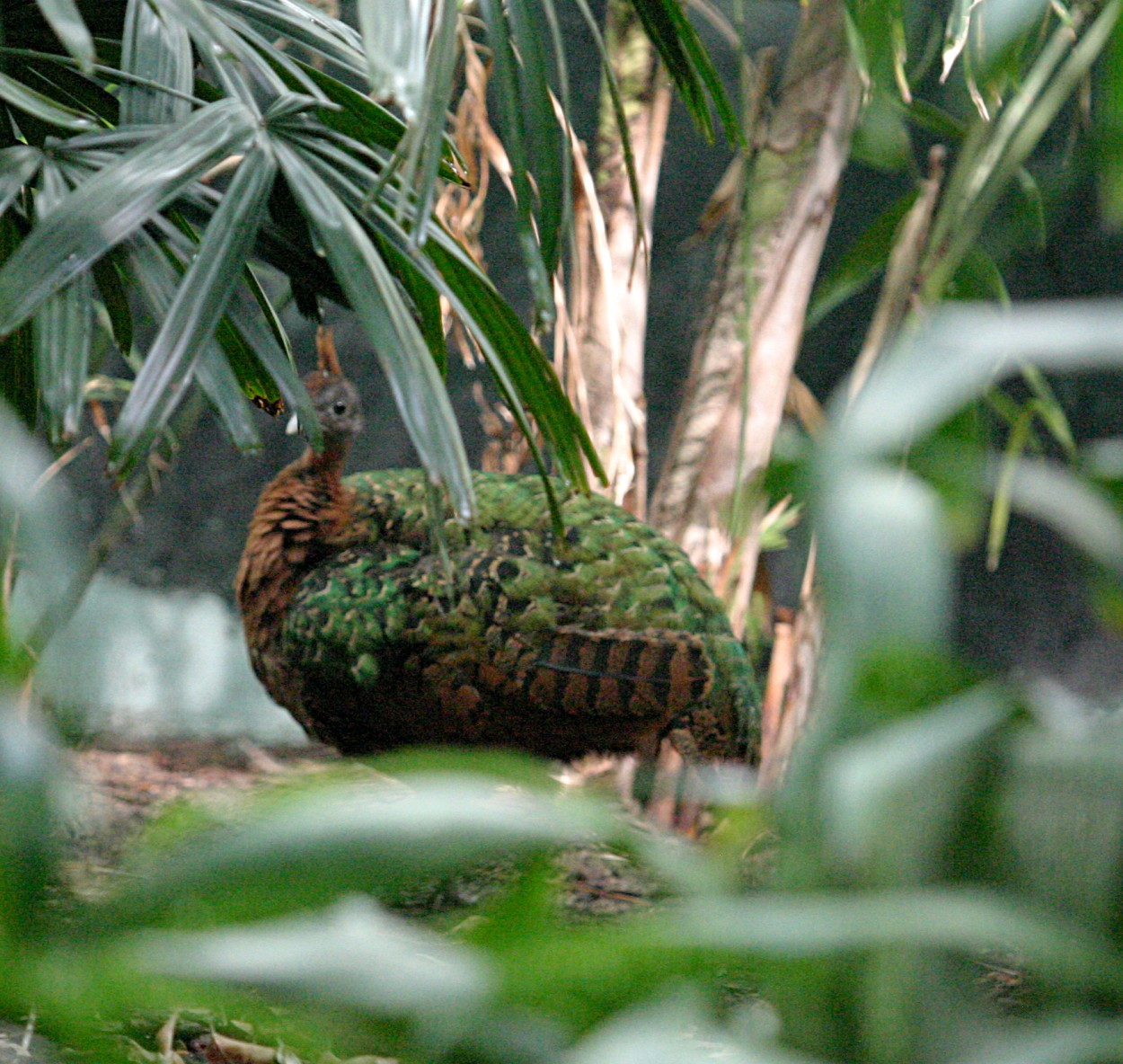
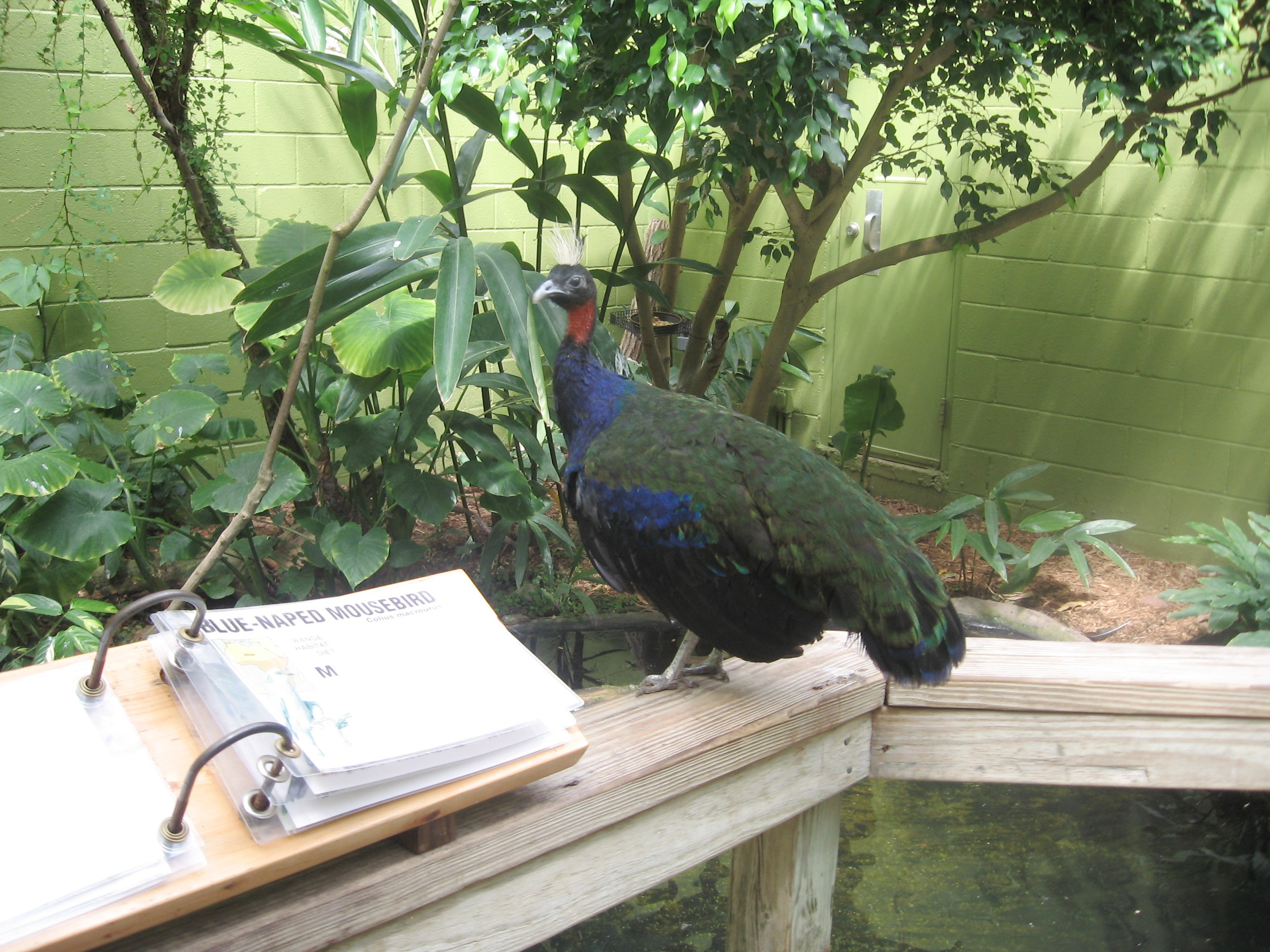